# Alice (Alice în Țara Minunilor)
Alice este un personaj fictiv și protagonist al romanului pentru copii Alice în Țara Minunilor (1865) al lui Lewis Carroll și al continuării acestuia, Alice în Țara Oglinzilor (1871). O fetiță de la mijlocul epocii victoriene, Alice este atrasă fără voia ei într-o aventură subterană, după ce a căzut accidental printr-o gaură de iepure în Țara Minunilor; în continuarea romanului, ea pășește printr-o oglindă într-o lume alternativă. 
Personajul își are originea în poveștile spuse de Carroll pentru a le distra pe surorile Liddell în timp ce vâslea canotaj pe râul Isis cu prietenul lui, Robinson Duckworth, și în plimbările ulterioare cu barca. Deși ea își împarte numele cu Alice Liddell, cercetătorii literari nu s-au pus de acord în ceea ce privește asemănările ei cu Alice Liddell. Caracterizată de Carroll ca „iubitoare și blândă”, „politicoasă față de toți”, „de încredere” și „foarte curioasă”, Alice a fost considerată în mod diferit ca fiind inteligentă, cu bune maniere și sceptică față de autorități, deși unii comentatori au găsit mai multe aspecte negative în personalitatea ei. Aspectul ei s-a schimbat din Alice's Adventures Under Ground, primul proiect al cărții Alice în Țara Minunilor, ca urmare a ilustrațiilor realizate de caricaturistul politic John Tenniel în cele două cărți cu Alice. 
Alice a fost considerată a fi un simbol cultural. Ea a fost descrisă ca o abatere față de obișnuitul copil protagonist al secolului al XIX-lea, iar succesul celor două cărți despre Alice au inspirat numeroase continuări, parodii și imitații, având protagoniști cu un temperament similar cu cel al lui  Alice. Ea a fost interpretată în diverse abordări critice și a apărut în numeroase adaptări artistice, inclusiv influentul film al lui Walt Disney (1951). Fascinația ei continuă a fost atribuită capacității ei de a se reimagina permanent.

## Personajul

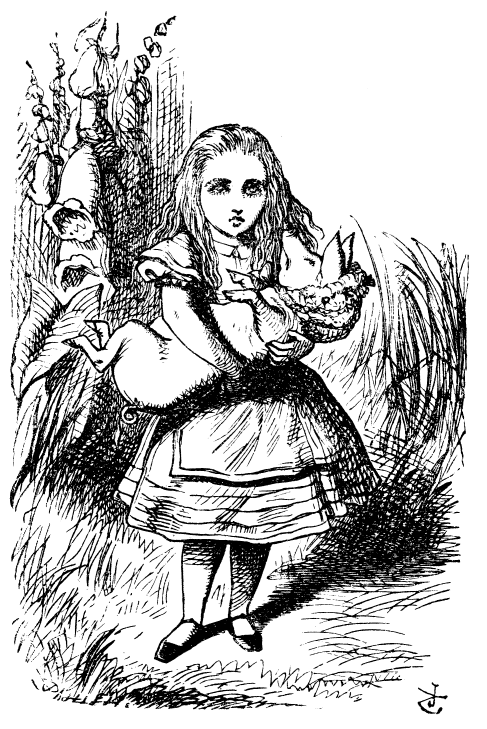
Ilustrația lui John Tenniel cu Alice și purcelușul din Alice în Țara Minunilor (1865)

Alice este un personaj copil care trăiește la mijlocul epocii Victoriene. În cartea Alice în Țara Minunilor (1865), a cărei acțiune are loc pe 4 mai, se personajul este presupus că are vârsta de șapte ani; Alice spune că are vârsta de șapte ani și jumătate în continuare, care are loc pe 4 noiembrie. În textul celor două cărți cu Alice, autorul Lewis Carroll a făcut adesea remarci cu privire la aspectul fizic al protagonistei sale. Detalii privind viața ei ficțională pot fi descoperite din textul celor două cărți. Acasă, ea are o soră mai mare, o pisică de companie pe nume Dina, o dădacă în vârstă și o guvernantă, care îi ține lecții începând de la nouă dimineața. În plus, ea afirmă la un moment dat că a urmat cursurile unei școli de zi. Alice a fost caracterizată diferit ca aparținând clasei superioare, [[clasa de mijloc |clasei de mijlocîî sau unei părți a burgheziei.
Atunci când a scris despre personalitatea ei în „Alice on the Stage” (aprilie 1887), Carroll a descris-o ca „iubitoare și blândă”, „politicoasă față de toți”, „de încredere” și „extrem de curioasă și cu bucuria nerăbdătoare față de Viață, care vine numai în orele fericite ale copilăriei, atunci când totul este nou și drept și atunci când Păcatul și Durerea sunt doar nume - cuvinte goale care nu înseamnă nimic!” Criticii o caracterizează ca „inocentă”, „plină de imaginație”, introspectivă, , în general cu bune maniere, critică față de autorități și inteligentă. Alții văd trăsături mai puțin pozitive în personalitatea lui Alice, scriind că ea manifestă frecvent răutate în conversațiile ei cu animalele din Țara Minunilor, se comportă violent cu personajul Bill Șopârla, lovindu-l cu piciorul, și reflectă o educație socială defectuoasă prin lipsa ei de sensibilitate și răspunsurile nepoliticoase. Potrivit lui Donald Rackin, „În ciuda prejudecăților ei cu privire la clasa socială și la timp, a lacrimilor ei abjecte, speriate și copilărești, a pedanteriei și ignoranței ei autosuficiente, a ipocriziei ei uneori flagrante, a neputinței și confuziei ei generale și a disponibilității ei, mai degrabă lașe, de a abandona lupta la sfârșitul celor două aventuri—[....] mulți cititori continuă să o considere pe Alice ca o întruchipare mitică a controlului, perseverenței, curajului și bunului simț matur”.
Măsura în care personajul Alice poate fi identificat cu Alice Liddell este controversat. Unii critici identifică personajul cu Liddell sau scriu că el a inspirat personajul. Alții susțin că Lewis Carroll ar fi afirmat că protagonistul său și Alice Liddell sunt diferite. Potrivit lui Carroll, personajul său nu s-a inspirat după niciun copil real, ci era în întregime fictiv.

## Dezvoltarea personajului

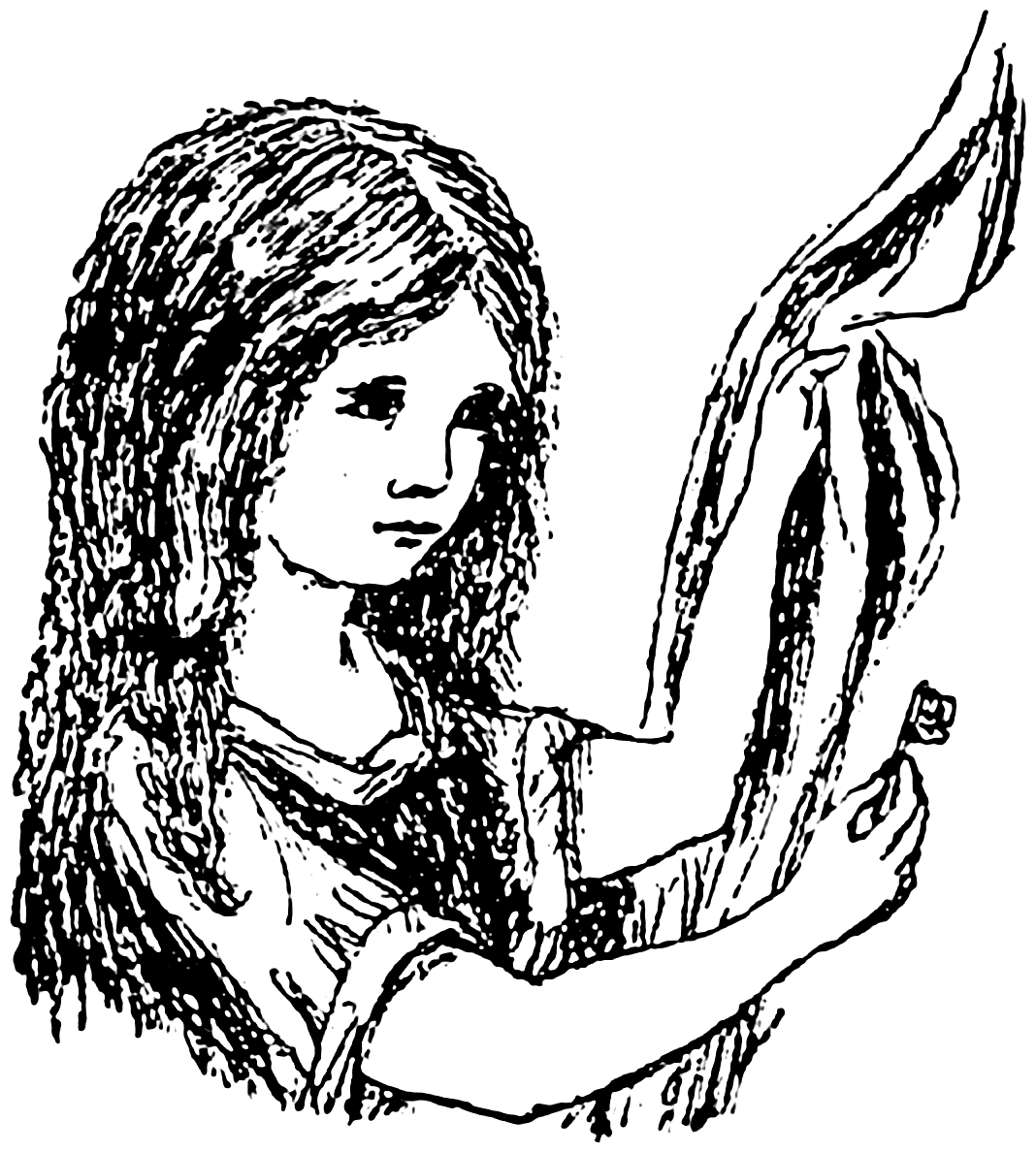
Unul dintre desenele lui Alice realizate de Carroll în Alice's Adventures Under Ground

Alice a apărut pentru prima dată în primul proiect al Alice's Adventures in Wonderland realizat de Carroll, Alice's Adventures Under Ground. Under Ground își avea originea în poveștile spuse surorilor Liddell în timpul după-amiezei zilei de 4 iulie 1862 în timp ce se plimba cu barca pe râul Isis cu prietenul lui, Robinson Duckworth, și în excursiile ulterioare cu barca. La cererea fetiței Alice Liddell, în vârstă de zece ani, Carroll a scris povestea Alice's Adventures Under Ground, pe care a finalizat-o în februarie 1864. Under Ground conține treizeci și șapte de ilustrații, iar Alice este reprezentată în douăzeci și șapte dintre ele. Deoarece desenele lui Alice conțin o mică asemănare fizică cu Alice Liddell, al cărei prenume îl poartă, s-a sugerat că sora mai mică a lui Alice, Edith, ar fi fost modelul lui. El o portretizează pe proragonistă ca purtând o tunică, în contrast cu rochiile pe care le-ar fi purtat surorile Liddell. Ilustrațiile sale au fost influențate de picturile artiștilor prerafaeliți Dante Gabriel Rossetti și Arthur Hughes, la a cărui pictură Girl with the Liliacs (1863) a făcut aluzie într-un desen din Under Ground. El i-a dat manuscrisul poveștii Alice's Adventures Under Ground lui Alice Liddell în noiembrie 1864.
John Tenniel a ilustrat Alice în Țara Minunilor (1865), pentru o sumă de 138 £, ceea ce reprezenta aproximativ un sfert din cât a câștigat Carroll în acel an. Tenniel era deja un ilustrator de succes, bine-cunoscut care lucra pentru revista satirică Punch, când Carroll l-a angajat ca ilustrator în aprilie 1864. În contrast, Carroll nu avea nici o faimă literară în acea vreme. Tenniel și-a inspirat probabil majoritatea ilustrațiilor din cele din Under Ground și Carroll i-a supravegheat atent creația; printre sugestiile sale a fost că Alice trebuia să aibă părul lung și deschis la culoare. Hainele lui Alice sunt tipice pentru o fată aparținând clasei de mijloc de la mijlocul epocii victoriene. Șorțulețul ei, un detaliu creat de Tenniel și acum asociat cu personajul, „sugerează o anumită pregătire pentru acțiune și lipsă de ceremonie”. Reprezentarea lui Alice de către Tenniel își are originea într-un personaj asemănător din punct de vedere fizic, care a apărut în cel puțin opt desene în Punch, într-o perioadă de patru ani, care a început în 1860. Într-un desen din 1860, acest personaj a purtat haine asociate acum cu Alice: „fustă lungă, ciorapi de culoare pală, pantofi cu talpă plată și o bentiță peste părul ei desfăcut”. În desene, personajul a apărut ca un arhetip de fată plăcută din clasele de mijloc; ea a fost descrisă ca fiind asemănătoare cu Alice: „o pacifistă și neintervenționistă, răbdătoare și politicoasă, care răspundea ușor la agresiunea celorlalți”.
Suma cerută de Tenniel pentru ilustrarea continuării Alice în Țara Oglinzilor (1871) a crescut la 290 £, pe care Carroll i-a plătit din nou din propriul buzunar. Tenniel a schimbat ușor vestimentația lui Alice în continuare, făcând-o să poarte ciorapi cu dungi orizontale în loc de ciorapi simpli și să aibă un șorțuleț mai frumos ornat. Inițial, Alice purtat o „fustă cu buline susținută de crinolină” ca regină similară cu cea a Reginei Albe și a Reginei Roșii; modelul a fost respins de Carroll. Îmbrăcămintea ei ca regină și în vagonul de tren este o rochie în stil polonaise cu o turnură, care era la modă la momentul respectiv. Îmbrăcămintea purtată de personajele din „Prima mea predică” (1863) a pictorului prerafaelit John Millais și din „Tovarăși de drum” (1862) a pictorului victorian Augustus Leopold Egg au anumite elemente în comun cu îmbrăcămintea lui Alice din vagonul de tren. Carroll și-a exprimat nemulțumirea față de refuzul lui Tenniel de a utiliza un model pentru ilustrațiile lui Alice, scriind că acest lucru a făcut ca picioarele și capul ei să fie disproporționate.
În februarie 1881, Carroll și-a contactat editorul cu privire la posibilitatea creării The Nursery "Alice", o ediție simplificată a cărții Alice în Țara Minunilor, cu ilustrații lărgite și colorate. Tenniel a colorat douăzeci de ilustrații din Alice în Țara Minunilor, în plus față de revizuirea unor aspecte ale acestora; Alice este reprezentată ca blondă, iar rochia ei este galbenă, cu ciorapi albaștri. Rochia ei a devenit cutată cu o fundă la spate și ea purta o fundă în păr. Edmund Evans a tipărit ilustrațiile în culori prin cromoxilografie, un proces ce folosea blocuri de lemn pentru a produce imprimate color.

## Apariții
Petrecute vara, aventurile din Alice în Țara Minunilor încep cu Alice aflată pe malul apei, împreună cu sora ei mai mare. Ea cade printr-o gaură de iepure în Țara Minunilor, după ce l-a urmărit pe Iepurele Alb. După ce întâlnește mai multe personaje și își schimbă dimensiunea de mai multe ori, ea se află în cele din urmă ca martor la procesul Valetului de Cupă. Regele și Regina de Cupă îi poruncesc să părăsească sala de judecată, dar Alice se ceartă cu ei, susținând în cele din urmă că personajele nu sunt decât un pachet de cărți de joc. În timp ce personajele se adună în jurul ei, Alice se trezește pe malul râului și își dă seama că totul a fost doar un vis.
Petrecute toamna, aventurile din Alice în Țara Oglinzilor încep cu Alice aflată în casă, jucându-se cu puii pisicii ei, Dina. Printr-o oglindă, ea călătorește în lumea alternativă aflată în spatele oglinzii, în care piesele de șah sunt însuflețite. Întâlnește diferite personaje, apoi devine în cele din urmă regină și participă la serbarea de încoronare a ei, deși începe să crească haotic. După c o apucă și o scutură pe Regina Roșie, Alice se trezește înapoi în interiorul casei, ținând în mâini unul dintre pisoi. Romanul se încheie cu speculațiile lui Alice dacă acesta a fost visul ei sau al Regelui Roșu.

## Impact cultural

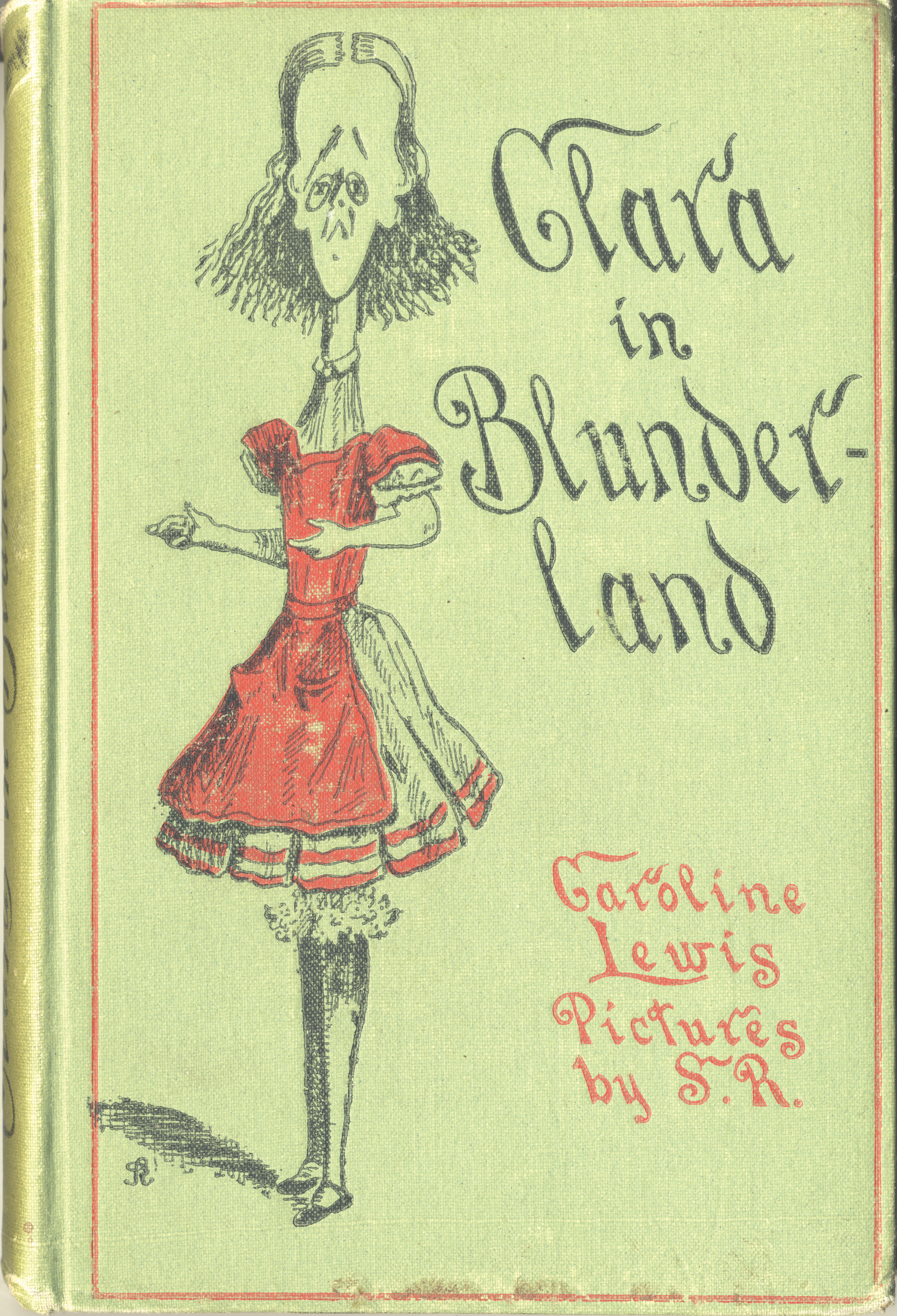
Coperta cărții Clara in Blunderland (1902), o parodie politică a cărții Alice în Țara Minunilor

Alice a fost recunoscută ca un simbol cultural. Cărțile cu Alice au continuat să se tipărească, iar prima carte este disponibilă într-o sută de limbi. Alice în Țara Minunilor a continuat să-și mențină popularitatea, rămânând în topul sondajelor referitoare la cărțile pentru copii. Alice a fost inclusă, potrivit unui sondaj britanic din 2015, în top 20 al personajelor preferate din literatura pentru copii. De asemenea, ea își împrumută numele unui stil de prindere a părului care este reprezentat în ilustrațiile lui Tenniel. Popularitatea continuă a celor două cărți cu Alice a determinat numeroase adaptări, reimaginări, continuări literare și diverse produse comerciale. Influența celor două cărți despre Alice în domeniul literar a început încă de la jumătatea epocii victoriene, cu mai multe romane care au adoptat acest stil, au acționat ca parodii ale problemelor politice contemporane sau au preluat elemente din cărțile cu Alice; ele conțineau unul sau mai mulți protagoniști cu trăsături similare cu cele ale lui Alice („politicos, articulat și asertiv”), indiferent de sex.
Alice în Țara Minunilor și Alice în Țara Oglinzilor au avut parte de un succes critic și comercial în timpul vieții lui Carroll; mai mult de 150.000 de exemplare din Alice în Țara Minunilor și 100.000 de exemplare din Alice în Țara Oglinzilor au fost tipărite până în 1898. Cititorilor victorieni le-au plăcut, în general, cărțile despre Alice ca un divertisment ușurel, care a omis morala rigidă pe care alte cărți pentru copii au inclus-o frecvent. În analiza primei cărți cu Alice, The Spectator a descris-o pe Alice ca „o fetiță fermecătoare, [...] cu un stil delicios de conversație”, în timp ce The Publisher's Circular a lăudat-o ca „un copil simplu și iubitor”. Mai mulți comentatori au evidențiat ilustrațiile lui Tenniel adăugate cărții, iar The Literary Churchman a remarcat că reprezentarea lui Alice de către Tenniel a oferit „o fermecătoare ușurare pentru toate aparițiile grotești care o înconjoară”. Personajul Alice a fost evidențiat de criticii literari de mai târziu ca fiind anormal sau o abatere de la protagoniștii copii tipici de la mijlocul secolului al XIX-lea. Richard Kelly vede personajul ca o reprezentare de către Carroll a unui protagonist diferit prin transformarea figurii orfanului din epoca victoriană. Potrivit lui Kelly, Alice trebuie să se bazeze pe ea în Țara Minunilor departe de familia ei, dar povestea socială și morală a orfanului este înlocuită cu lupta intelectuală a lui Alice de a-și menține simțul identității împotriva locuitorilor Țării Minunilor. Alison Lurie susține că Alice sfidează concepțiile sexiste de la mijlocul epocii victoriene al fetei idealizate: Alice nu are un temperament în conformitate cu acest ideal și provoacă personajele adulte din Țara Minunilor.
Din anii 1930 și până în anii 1940, cărțile au intrat în atenția criticilor literari psihanalitici. Freudienii credeau că evenimentele din Alice în Țara Minunilor reflectă personalitatea și dorințele autorului, pentru că poveștile pe care s-au bazat au fost spuse în mod spontan. În 1933, Anthony Goldschmidt a introdus „ideea modernă a comportamentului sexual deviant reprimat al lui Carroll”, presupunând că Alice a servit ca reprezentare a lui Carroll în roman; este posibil însă ca lucrarea influentă a lui Goldschmidt să fi fost menită a fi o farsă. Oricum, analiza freudiană a fost găsit în cărți simboluri ale „metaforelor freudiene clasice”: „o gaură de iepure vaginală și o Alice falică, o baltă amniotică de lacrimi, figura mamei isterice și a tatălui impotent, amenințări cu decapitarea [castrarea], schimbări de identități”.

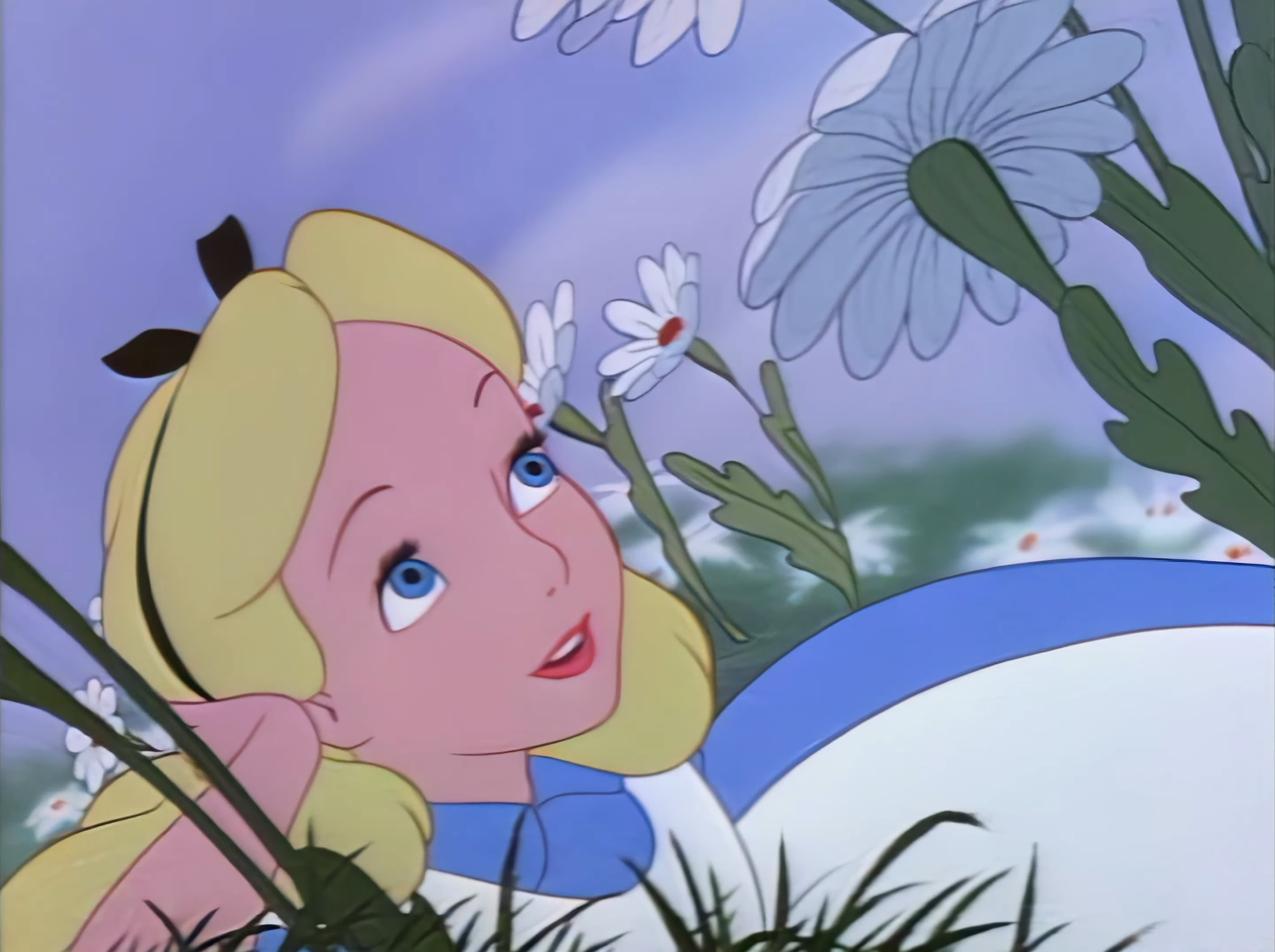
Alice, așa cum apare în adaptarea animată a lui Walt Disney (1951)

Descris ca fiind „singurul mare rival al lui Tenniel”, Walt Disney a creat o reprezentare influentă a lui Alice în adaptarea cinematografică din 1951, care a ajutat la remodelarea imaginii lui Alice din cultura pop. Deși Alice a fost anterior descrisă ca o blondă într-o rochie albastră într-o ediție americană neautorizată a celor două cărți despre Alice publicate de Thomas Crowell (1893), posibil pentru prima dată, reprezentarea lui Disney a fost cea mai influentă în întărirea imaginii populare a lui Alice. Versiunea lui Alice realizată de Disney își are baza vizuală în desenele lui Mary Blair și în ilustrațiile lui Tenniel. Deși filmul nu a avut succes la timpul prezentării sale originale, el a devenit popular mai târziuîn rândul studenților de colegiu, care au interpretat filmul ca o poveste creată prin utilizarea drogurilor. În 1974, Alice în Țara Minunilor a fost relansat în Statele Unite ale Americii, cu reclame care s-au bazat pe această asociere. Asocierea poveștii cu utilizarea drogurilor persistă ca o interpretare „neoficială”, în ciuda statutului filmului de divertisment de familie.
În secolul al XXI-lea, atracția continuă exercitată de Alice a fost atribuită capacității ei de a fi reimaginată în mod continuu. În Men in Wonderland, Catherine Robson scrie că „în toate formele asociate ale ei — în lumea subterană și prin oglindă, textuale și vizuale, desenate și fotografiate, ca bruneta lui Carroll sau blonda lui Tenniel sau domnișoara lui Disney, ca reala Alice Liddell [...] Alice este simbolul cultural final, disponibil pentru orice și fiecare formă de manipulare, și la fel de omniprezent azi ca în epoca primei sale apariții”. Robert Douglass-Milteer statutul cultural al lui Alice cu „ceva mai mult ca un mit modern”, sugerând că însușirea ei de a acționa ca o pânză goală pentru „speranțele și temerile abstracte” permite atribuirea mai multor „înțelesuri” personajului. Zoe Jacques și Eugene Giddens sugerează că personajul ocupă un statut în cultura pop în care „Alice într-o rochie albastră este la fel de omniprezentă precum Hamlet ținând în mână un craniu”, ceea ce creează „situația ciudată în care publicul o „cunoaște” pe Alice, fără să fi citit nici Alice în Țara Minunilor, nici Alice în Țara Oglinzilor.” Ei susțin că acest lucru permite o libertate de creație în adaptările ulterioare, în care fidelitatea față de texte poate fi trecută cu vederea.
În Japonia, Alice are o influență semnificativă asupra culturii pop. Operele de artă ale lui Tenniel și adaptarea cinematografică realizată de Disney au fost considerate ca factori ce au favorizat receptarea pozitivă continuă a celor două romane. În cultura tinerilor din Japonia, ea a fost adoptată ca „o figură rebelă în același mod cu cel al personajelor hippie din cultura britanică și americană din anii 1960”. Ea a fost, de asemenea, o sursă de inspirație pentru moda japoneză, în special pentru moda Lolita. Popularitatea ei a fost atribuită ideii că ea se potrivește cu idealul shōjo, un mod japonez de înțelegere a adolescenței, care este „dulce și nevinovată în exterior și considerabil de autonomă în interior”.

### Alți ilustratori
Cele două cărți despre Alice sunt frecvent reilustrate. La expirarea dreptului de autor asupra cărții Alice în Țara Minunilor în 1907 au apărut alte opt ediții ilustrate, inclusiv una realizată într-un stil Art Nouveau de Arthur Rackham. Printre ilustratorii celorlalte ediții publicate în 1907 se numără Charles Robinson, Alice Ross, W.H. Walker, Thomas Maybank și Millicent Sowerby. Alți ilustratori notabile sunt Blanche McManus (1896); Peter Newell (1901), care a folosit desenul monocrom; Mabel Lucie Atwell (1910); Harry Flater (1926); și Willy Pogany (1929), care a reprezentat povestea într-un stil Art Deco.
Ilustratorii notabili ai poveștii începând din anii 1930 sunt Edgar Thurstan (1931), cu aluziile sale vizuale la crahul de pe Wall Street din 1929; D.R. Sexton (1933) și J. Morton Sale (1933), ambii reprezentând o Alice mai mare; Mervyn Peake (1954); Ralph Steadman (1967), pentru care a primit premiul memorial Francis Williams în 1972; Salvador Dali (1969), care a imaginat povestea într-un stil suprarealist; și Peter Blake cu desene în acuarelă (1970). Prin 1972, erau nouăzeci de ilustratori ai cărții Alice în Țara Minunilor și douăzeci și unu ai cărții Alice în Țara Oglinzilor. Printre ilustratorii notabili ai lui Alice din anii 1980, 1990 și începutul anilor 2000 sunt Barry Moser (1982); Greg Hildebrandt (1990); David Frankland (1996); Lisbeth Zwerger (1999), care a folosit acuarele în adaptarea ei grafică; Helen Oxenbury (1999), care a câștigat două premii, premiul Kurt Maschler în 1999 și medalia Kate Greenaway în anul 2000, pentru creația ei; și DeLoss McGraw (2001), cu ilustrații abstracte.

## Citări
1. ↑  Brennan, Geraldine.  Eccleshare, Julia, ed. 1001 Children's Books You Must Read Before You Grow Up. New York: Universe Publishing. p. 411. ISBN 9780789318763.
2. 1 2 3  Jones & Gladstone 1998, p. 7.
3. ↑  Clark 1979, p. 118.
4. ↑  Brooker 2004, p. 106.
5. ↑  Kelly & Carroll 2011, p. 11.
6. ↑  Warren, Austin (1980). „Carroll and His Alice Books”. The Sewanee Review. Johns Hopkins University Press. 88 (3): 345, 350. JSTOR 27543708. (Necesită abonament (help)).
7. 1 2  Rackin 1991, p. 14.
8. ↑  Gardner, Martin; Lewis Carroll (1998). The Annotated Alice. Random House. pp. 25–6. ISBN 978-0-517-18920-7.
9. ↑  Hubbell, George Shelton (1940). „Triple Alice”. The Sewanee Review. Johns Hopkins University Press. 48 (2): 181–5. JSTOR 27535641. (Necesită abonament (help)).
10. ↑  D'Ambrosio, Michael A. (noiembrie 1970). „Alice for Adolescents”. The English Journal. National Council of Teachers of English. 59 (8): 1075. JSTOR 813515. (Necesită abonament (help)).
11. ↑  Auerbach, Nina (septembrie 1973). „Alice and Wonderland: A Curious Child”. Victorian Studies. Indiana University Press. 17 (1): 37. JSTOR 3826513. (Necesită abonament (help)).
12. 1 2  Cohen 1995, p. 137.
13. ↑  Joyce, James (1974). „Lolita in Humbertland”. Studies in the Novel. Johns Hopkins University Press. 6 (3): 342. JSTOR 29531672. (Necesită abonament (help)).
14. ↑  Kaufman, J.B. (iunie 1993). „Before Snow White”. Film History. Indiana University Press. 5 (2): 158. JSTOR 27670718.
15. ↑  Leach 1999, p. 163-174.
16. ↑  Woolf 2010, p. 171-5.
17. ↑  Woolf 2010, p. 175.
18. 1 2  Jones & Gladstone 1998, p. 10.
19. ↑  Carroll, Lewis; Gardner, Martin. „Introduction”. Alice's Adventures Under Ground. New York: McGraw-Hill. pp. v–xi. Mai multe valori specificate pentru |autor= și |nume= (ajutor); Mai multe valori specificate pentru |autor2= și |nume2= (ajutor)
20. 1 2  Davis 1972, p. 10.
21. ↑  Clark 1979, p. 131.
22. ↑  Jones & Gladstone 1998, p. 74.
23. ↑  Stern, Jeffery (1976). „Lewis Carroll the Pre-Raphaelite: 'Fainting in Coils'”.  În Guilano, Edward. Lewis Carroll Observed. New York: Clarkson N. Potter, Inc. pp. 168–175. ISBN 0-517-52497-X. Mai multe valori specificate pentru |autor= și |nume= (ajutor)
24. ↑  Woolf 2010, p. 168.
25. 1 2  Woolf 2010, p. 269.
26. ↑  Jones & Gladstone 1998, p. 251.
27. 1 2  Woolf 2010, p. 169.
28. ↑  Hancher 1985, p. 28.
29. 1 2  Woolf 2010, pp. 169-70.
30. 1 2 3 4 5  Jones & Gladstone 1998, p. 75.
31. ↑  Vaclavik, Keira (23 martie 2015). „Alice in Wonderland: The making of a style icon”. The Independent. Accesat în 18 august 2015. Mai multe valori specificate pentru |nume= și |author= (ajutor); Mai multe valori specificate pentru |lucrare= și |work= (ajutor)
32. ↑  Brooker 2004, p. 112.
33. ↑  Hancher 1985, p. 20.
34. ↑  Hancher 1985, p. 104.
35. ↑  Brooker 2004, p. 113.
36. ↑  Hancher 1985, pp. 101, 103.
37. ↑  Clark 1979, p. 135.
38. ↑  Clark 1979, p. 213.
39. ↑  Wakeling 2014, pp. 86–7.
40. ↑  Carroll, Lewis (1966).  Gardner, Martin, ed. The Nursery 'Alice'. New York: McGraw-Hill. pp. ix–x, 4. Mai multe valori specificate pentru |autor= și |nume= (ajutor)
41. 1 2  Wakeling 2014, p. 87.
42. 1 2  Sigler 2014, p. xxi.
43. ↑  Brooker 2004, p. xiv.
44. ↑  Robson, Catherine (2001). Men in Wonderland: The Lost Girlhood of the Victorian Gentlemen. Princeton University Press. p. 137. Mai multe valori specificate pentru |autor= și |nume= (ajutor)
45. ↑  Cohen 1995, pp. 134-5.
46. ↑  McCrum, Robert (20 ianuarie 2014). „The 100 best novels: No 18 – Alice's Adventures in Wonderland by Lewis Carroll (1865)”. The Guardian. Guardian News and Media Limited. Accesat în 17 septembrie 2015. Mai multe valori specificate pentru |nume= și |author= (ajutor); Mai multe valori specificate pentru |lucrare= și |work= (ajutor)
47. ↑  „The Big Read – Top 100 Books”. BBC. Accesat în 19 iulie 2015.
48. ↑  Ciabattari, Jane (2 aprilie 2015). „The 11 greatest children's books”. British Broadcasting Corporation. Accesat în 19 iulie 2015. Mai multe valori specificate pentru |nume= și |author= (ajutor)
49. ↑  Brown, Kat (2 martie 2015). „Survey reveals 50 books that every child should read by 16”. The Telegraph. Accesat în 19 iulie 2015. Mai multe valori specificate pentru |nume= și |author= (ajutor)
50. ↑  Delahunty, Andrew; Sheila Dignen (2012). Oxford Dictionary of Reference and Allusion. Oxford, United Kingdom: Oxford University Press. p. 11. Mai multe valori specificate pentru |autor= și |nume= (ajutor); Mai multe valori specificate pentru |autor2= și |nume2= (ajutor)
51. ↑  Sigler 1997, pp. xii-xxi.
52. ↑  Sigler 1997, pp. vii–xix.
53. ↑  Sigler 1997, p. xvii.
54. ↑  Cohen 1995, pp. 133-34.
55. ↑  Cohen 1995, p. 134.
56. ↑  Rackin 1991, p. 20.
57. ↑  Kelly & Carroll 2011, p. 260, 257.
58. ↑  Kelly & Carroll 2011, p. 265.
59. ↑  Lurie, Alison (1990). Don't Tell the Grownups: Subversive Children's Literature. Boston: Little, Brown. p. 7. Mai multe valori specificate pentru |autor= și |nume= (ajutor)
60. ↑  Krips 2004, p. 7.
61. 1 2  Kelly & Carroll 2011, p. 15.
62. ↑  Rackin 1991, p. 23.
63. ↑  Leach 1999, p. 79.
64. ↑  Woolf 2010, p. 142.
65. 1 2  Leach 1999, p. 79-80.
66. ↑  Woolf 2010, p. 143.
67. ↑  Rackin 1991, p. 22.
68. 1 2  Kelly & Carroll 2011, p. 46.
69. ↑  Jaques & Giddens 2013, p. 126-7.
70. 1 2  Jaques & Giddens 2013, p. 208.
71. 1 2 3  Brooker 2004, p. 208.
72. ↑  Douglass-Fairhurst, Robert (2015). The Story of Alice. Cambridge, Massachusetts: Harvard University Press. p. 417. ISBN 978-0-674-96779-3. Mai multe valori specificate pentru |autor= și |nume= (ajutor)
73. 1 2  Jacques & Giddens 2013, p. 214.
74. 1 2  Monden 2015, p. 86.
75. ↑  Jaques & Giddens 2013, p. 225.
76. ↑  Monden 2015, p. 87.
77. ↑  Menges, Jeff A. (ed.). „Notes on the Illustrations”. Alice Illustrated: 120 Images from the Classic Tales of Lewis Carroll. Mineola, New York: Dover Publications. p. xiii. ISBN 978-0-486-48204-0.
78. ↑  Hahn 2015, p. 579.
79. ↑  Jones & Gladstone 1998, p. 50.
80. ↑  Hearn, Michael Patrick (1976). „Arthur Rackham's Wonderland”.  În Guilano, Edward. Lewis Carroll Observed. New York: Clarkson N. Potter, Inc. pp. 31–36, 43–44. ISBN 0-517-52497-X.
81. ↑  Davis 1972, p. 11-12.
82. ↑  Brooker 2004, p. 107.
83. ↑  Brooker 2004, pp. 78-9.
84. ↑  Brooker 2004, p. 108-110.
85. ↑  Jones & Gladstone 1998, p. 126-130.
86. ↑  Brooker 2004, p. 111.